# عواء (صوت)

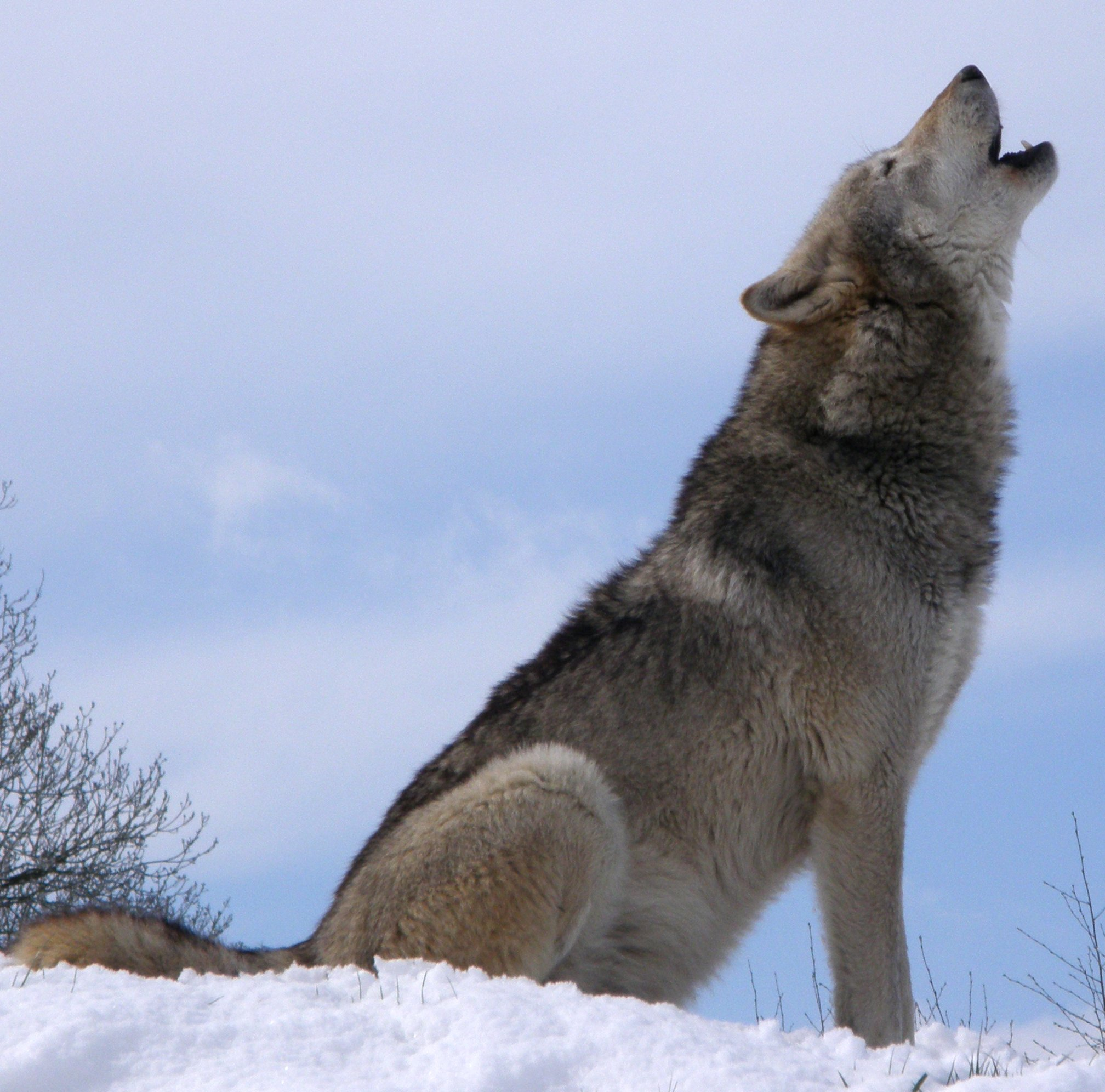
تتواصل الذئاب الرمادية عن طريق العواء

العواء هو شكل صوتي من أشكال التواصل بين الحيوانات، ويُلاحظ في معظم الكائنات من فصيلة الكلبيات، وخاصة الذئاب، والقيوطات (ذئاب البراري)، والثعالب، والكلاب، وكذلك في بعض أنواع القطط وبعض فصائل القرود.
العواء عبارة عن أصوات طويلة ومستمرة، عالية ومسموعة لمسافات بعيدة، وغالبًا ما تتضمن تغيرات في النغمة أثناء صدورها. يُستخدم العواء عادة من قبل الحيوانات التي تمارس هذا السلوك للإشارة إلى مواقعها لبعضها البعض، أو لاستدعاء أفراد القطيع للتجمع، أو للإعلان عن حدود أراضيها. يقوم البشر أحيانًا بتقليد هذا السلوك، وقد لوحظ أن له درجات متفاوتة من الأهمية في ثقافات بشرية مختلفة.